# فرانك إس. جايلز
فرانك إس. جايلز (بالإنجليزية: Frank S. Giles)‏ هو سياسي أمريكي، ولد في 15 يونيو 1915 في ميثيون في الولايات المتحدة، وتوفي في 2 مارس 1991 في بورلينغتون في الولايات المتحدة. حزبياً، نشط في الحزب الجمهوري. وقد انتخب عضو مجلس نواب ماساتشوستس.